# Vire Normandie
Vire Normandie és un municipi de França situada al departament del Calvados, a la regió de Normandia, poblada per 17.178 habitants. Fou creat l'1 de gener de 2016 per la fusió de vuit municipis, sota el règim jurídic de nous municipis. Els municipis de Coulonces, Maisoncelles-la-Jourdan, Roullours, Saint-Germain-de-Tallevende-la-Lande-Vaumont, Truttemer-le-Grand, Truttemer-le-Petit, Vaudry i Vire esdevenen municipis delegats.

## Urbanisme
Segons la terminologia definida per l'INSEE i la zonificació publicada el 2020, Vire Normandie és un municipi urbà. De fet, pertany a la unitat urbana de Vire Normandie, una unitat urbana monocomunal que constitueix una ciutat aïllada.
A més, la ciutat forma part de la zona d'atracció de Vire Normandie, de la qual és el centre de la ciutat. Aquesta àrea, que inclou 20 municipis, es classifica en àrees de menys de 50.000 habitants.

## Toponímia
El nom de la municipi és la juxtaposició del nom del seu municipi, capital i regió, reunit el mateix dia de la seva creació. El codi geogràfic oficial confirma l'ortografia del decret prefectural.

## Demografia
Les dades entre 1800 i 2013 són el resultat de sumar els parcials de les vuit comunes que formen la nova comuna de Vire-Normandie, les dades s'han agafat de 1800 a 1999, per les comunas de Coulonces, Maisoncelles-la-Jourdan, Roullours, Saint-Germain-de-Tallevende-la-Lande-Vaumont, Truttemer-le-Grand, Truttemer-le-Petit, Vaudry i Vire. Els altres dades s'han agafat de la pàgina de l'INSEE.